# Parmalat-schandaal
Het Parmalat-schandaal was een fraudezaak die het Parmalat-concern bijna failliet deed gaan en voor juristen een reden was om heftige kritiek op de insolventieverordening uit te oefenen. Het Parmalat-schandaal kon zich meten met de schandalen rond Enron en Ahold.

## Het schandaal ontvouwt zich
In december 2003 kon Parmalat een obligatielening van 150 miljoen euro niet terugbetalen, hoewel het 4,5 miljard euro aan liquide middelen zou hebben. Dit geld bleek er niet te zijn: de verliezen uit de deelnemingen bleken kolossaal te zijn. Daarnaast was jaarrekeningfraude gepleegd en was leningdocumentatie vervalst. Via de Kaaimaneilanden waren miljarden weggelekt.
De koers van de obligaties en aandelen klapte in elkaar, en de kredietrating zakte tot junkstatus. Later verdween Parmalat zelfs van de beurs. Een aantal kopstukken van Parmalat verdween in de gevangenis. Daarnaast kwamen banken die bij de Parmalat-obligaties waren betrokken in de problemen, alsmede huisaccountant Deloitte, accountants van dochtermaatschappijen, en advocatenkantoren.

## Juridische strijd
Premier Berlusconi greep in: hij liet de wet snel veranderen, zodat Parmalat een speciale saneringsprocedure kon doorlopen. Het belang voor Italië was evident: Parmalat telde 36.000 werknemers en draaide een miljardenomzet. 
Ook dochtermaatschappijen werden in Italië aan een insolventieprocedure onderworpen, op grond van het "center of main interest"-criterium uit de insolventieverordening. Obligatiehouders die via de Nederlandse dochtermaatschappijen hadden geleend zagen hun investering nu helemaal verdwijnen: in plaats van een minieme uitkering zouden ze waarschijnlijk niets krijgen door deze Italiaanse procedure. Ook Ierse schuldeisers waren woedend. Bittere verwijten werden Italië gemaakt, hoewel anderen beweren dat dit nu eenmaal de consequentie is van het aanvaarden van de insolventieverordening.

## Gevolgen voor Parma FC
Voor de voetbalclub Parma FC, de Serie A-voetbalclub uit Parma, waren de gevolgen rampzalig. Onder de vleugels van Parmalat, dat in 1990 de club opkocht, was de club uitgegroeid van kleine provincieclub tot topclub. De club, die op het hoogtepunt spelers als Fabio Cannavaro, Gianluigi Buffon en Hernán Crespo onder contract had, veroverde onder andere drie Italiaanse bekers en tweemaal de UEFA Cup. Na het faillissement moesten veel spelers verkocht worden om het hoofd boven water te houden. Dat lukte ternauwernood, maar tien jaar later in 2015 werd de club alsnog failliet verklaard.

## Het einde
Parmalat is inmiddels teruggekeerd op de beurs. Het heeft de saneringsprocedure grotendeels doorlopen en men hoopt dat de in wezen gezonde kern van het bedrijf weer snel winst zal gaan maken. Een aantal schuldeisers onderzoekt de mogelijkheid om zich op banken, advocatenkantoren en trustkantoren te verhalen.
De oprichter van Parmalat, Calisto Tanzi, is op 9 december 2010 veroordeeld tot 18 jaar gevangenisstraf wegens faillissementsfraude en criminele samenzwering.
Tegen deze uitspraak ging hij in hoger beroep cq. cassatie: de Italiaanse Hoge Raad veroordeelde hem op 7 maart 2014 tot een gevangenisstraf van 17 jaar en vijf maanden. Uit de veroordeling bij het hoger beroep volgde ook dat Tanzi zijn straf, vanwege zijn hoge leeftijd, thuis mocht uitzitten.
Tanzi overleed op 1 januari 2022, op 83-jarige leeftijd.